# Eremazus unistriatus
Eremazus unistriatus es una especie de coleóptero de la familia Scarabaeidae.

## Distribución geográfica
Habita en el paleártico: Asia, el Magreb y las Canarias.